# Cordia moaensis
Cordia moaensis là loài thực vật có hoa trong họ Mồ hôi. Loài này được (Moldenke) Alain mô tả khoa học đầu tiên năm 1956.